# Apocalipse de Paulo
O Apocalipse de Paulo é um texto do século IV dC que é dos apócrifos do Novo Testamento. Existe também uma versão etiópica do Apocalipse, na qual é a Virgem Maria ao invés de Paulo que recebe a visão e, por isso, chamado de Apocalipse da Virgem.
O texto não deve ser confundido com o gnóstico Apocalipse Copta de Paulo, com o qual provavelmente não tem nenhuma relação.

## Conteúdo

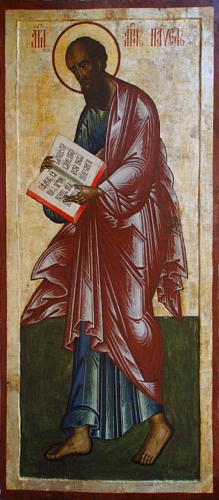
Paulo, num ícone russo do século XVIII

O texto parece ser uma elaborada expansão e rearranjo do Apocalipse de Pedro e é essencialmente a descrição de uma visão do Céu e, em seguida, do Inferno - embora também contenha um prólogo descrevendo toda a criação e apelando a Deus contra os pecados dos homens, nada disto presente no Apocalipse de Pedro. Ao final do texto, Paulo (ou Maria) conseguem persuadir Deus a dar a todos no Inferno um dia de folga aos domingos.
O texto estende o Apocalipse de Pedro estruturando as razões para as visitas ao Céu e o Inferno como sendo o testemunho da morte e julgamento de um homem mau e um homem bom. O texto é fortemente moralista e acrescenta ao texto anterior, além disso, os seguintes conceitos:
- Orgulho é a raiz de todo o mal
- O Céu é a terra de leite e mel
- O Inferno tem rios de fogo e gelo (para os de coração gelado)
- Alguns anjos são maus - os Anjos caídos do Inferno - incluindo Temeluchus, o tartaruchi

## Versões
Cópias gregas do texto são raras e aqueles que existem contém muitas omissões. Das versões orientais - siríaco, copta, etiópica - a siríaca é considerada a mais confiável. Também há várias versões latinas resumidas, fonte de muitas das versões modernas nas línguas européias.
James também enxerga influência na Divina Comédia (ii. 28), quando Dante menciona a visita do vaso escolhido («Mas o Senhor disse-lhe: Vai, porque este é para mim um vaso escolhido para levar o meu nome perante os gentios e os reis, bem como perante os filhos de Israel» (Atos 9:15)).